# Friedrich August Körnicke
Friedrich August Körnicke (ur. 29 stycznia 1828 w Wittenberdze, zm. 16 stycznia 1908 tamże) – niemiecki agronom.

## Życiorys
Urodził się w Pratau (obecnie jest to część Wittenbergi). Studiował nauki ścisłe na Uniwersytecie Humboldtów w Berlinie, gdzie w 1856 uzyskał doktorat. Jako student brał udział w licznych wycieczkach botanicznych, a na uczelni był pod wpływem wybitnych botaników, m.in. Aleksandra Brauna i Johannesa von Hansteina. Po studiach pracował jako kustosz zielnika w ogrodach botanicznych w Petersburgu. Od 1858 do 1867 prowadził zajęcia w Landwirtschaftliche Akademie Waldau (Akademia Rolnicza Waldau) koło Królewca. W latach 1832–1897 pracował jako profesor botaniki w Akademii Rolniczej Poppelsdorf w Bonn. 

## Praca naukowa
Friedrich Körnicke opublikował ponad 90 artykułów. Był wiodącym autorytetem w dziedzinie zbóż, zwłaszcza pszenicy. W Bonn prowadził ważne badania upraw rolniczych, w tym systematyczne badania nad ulepszonymi odmianami zbóż. Wraz z naukowcem Hugo Wernerem (1839–1912) opublikował przełomowy podręcznik o uprawie zbóż zatytułowany „Handbuch des Getreidebaues”. Oprócz swojej pracy w naukach rolniczych przeprowadził znaczące badania flory występującej w Nadrenii. Był autorem wielu taksonów z rodzin marantowatych i niedotrawowatych, a także niektórych grzybów pasożytniczych. 
W naukowych nazwach utworzonych przez niego taksonów dodawany jest skrót jego nazwiska Körn.